# Matt Haarms
Matt Haarms (* 22. April 1997 in Amsterdam) ist ein niederländischer Basketballspieler.

## Laufbahn
Haarms übte als Jugendlicher mehrere Sportarten aus, darunter Fußball, Schwimmen und Judo. Mit elf Jahren begann er mit dem Basketball, bis zum 16. Lebensjahr spielte Haarms in seiner Geburtsstadt Amsterdam für den Verein Harlemlakers und ging dann für ein Jahr in die Jugendabteilung des spanischen Erstligisten Joventut Badalona. Hernach lehnte er Angebote, in Spanien in den Profibereich zu wechseln ab, und ging stattdessen an die Sunrise Christian Academy in den US-Bundesstaat Kansas. Diese besuchte der Niederländer während der Saison 2015/16.
2016 begann er ein Studium der Politikwissenschaft an der Purdue University im US-Bundesstaat Indiana und wurde Mitglied der Basketballhochschulmannschaft, die nie zuvor einen körperlich größeren Spieler als Haarms in ihrem Aufgebot gehabt hatte. In der Saison 2016/17 nahm er am Übungsbetrieb teil, bestritt aber keine Spiele. Er spielte von 2017 bis 2020 für Purdue, erzielte in 102 Einsätzen im Mittel 7,5 Punkte, 4,4 Rebounds und 2,1 Blocks. Während seiner Zeit an der Purdue University wurde er 2018 für seine Studienleistungen ausgezeichnet. 2020 wechselte er an die Brigham Young University in den Bundesstaat Utah. Er stand während des Spieljahres 2020/21 in 24 von 25 Partien in der Anfangsaufstellung und kam auf Mittelwerte von 11,3 Punkten, fünf Rebounds und zwei geblockten gegnerischen Würfen je Begegnung. Er wurde in der West Coast Conference als bester Verteidiger der Saison 2020/21 ausgezeichnet. Neben dem Ausspielen seiner Körpergröße auf der Innenposition erweiterte Haarms seine Stärken im Angriff im Laufe seiner Zeit in der NCAA mit dem Dreipunktewurf, den er gelegentlich anwandte.
2021 wechselte Haarms ins Profilager, Mitte Juli 2021 unterschrieb er beim deutschen Bundesligisten Skyliners Frankfurt seinen ersten Vertrag als Berufsbasketballspieler. Mit Frankfurt verfehlte er 2023 den Bundesliga-Klassenerhalt, Haarms wechselte im Vorfeld des Spieljahrs 2023/24 zum spanischen Erstliga-Aufsteiger Palencia Baloncesto. In 34 Einsätzen in der Liga ACB brachte es der Niederländer auf Mittelwerte von 5,2 Punkten und 3,2 Rebounds je Begegnung.
Im Sommer 2024 schloss sich Haarms der japanischen Mannschaft Kagoshima Rebnise an. 2025 wechselte er innerhalb Japans zu den Ehime Orange Vikings.